# Lasioglossum tauricum
Lasioglossum tauricum är en biart som beskrevs av Ebmer 1972. Lasioglossum tauricum ingår i släktet smalbin, och familjen vägbin. Inga underarter finns listade i Catalogue of Life.